# Гриффин, Мерв
Мервин Эдвард (Мерв) Гриффин (англ. Mervin Edward "Merv" Griffin, 6 июля 1925, Сан-Матео, Калифорния — 12 августа 2007, Лос-Анджелес) — американский медиамагнат, телеведущий и эстрадный певец. Автор телевизионных игр «Jeopardy!» и «Колесо Фортуны».

## Детство и юность
Мерв Гриффин родился в городке Сан-Матео, южнее Сан-Франциско, в семье биржевого маклера. В четыре года научился играть на пианино и вскоре уже давал самодеятельные концерты.
В 19 лет Гриффин устроился певцом на сан-францисскую радиостанцию KFRC. Уже через год он записал свой первый сольный альбом. В годы Второй мировой войны он был признан непригодным для военной службы из-за избыточного веса и шумов в сердце, но, чтобы внести свой вклад в победу, устроился на работу на сан-францисскую верфь. Молодой Гриффин стыдился своего избыточного веса и в дальнейшем заставил себя похудеть (хотя проблемы с весом продолжались до конца жизни), но ко времени Корейской войны он уже вышел из призывного возраста.
В 1950 году песня Гриффина «I’ve Got a Lovely Bunch of Coconuts» занимает первое место в хит-параде. Этот хит расходится в трёх миллионах экземпляров.

## Телевизионная карьера
В послевоенные годы Гриффин снялся в эпизодических ролях в ряде кинофильмов. В 1954 году он переехал в Нью-Йорк, куда был приглашён вести музыкальное шоу «Finian’s Rainbow» на канале CBS. В конце 50-х годов он становится ведущим телеигры «Доверься интуиции» (англ. «Play Your Hunch»), автором которой был он сам.
С 1962 года в эфир выходит ток-шоу Мерва Гриффина. Первые два года шоу носило другое название, и имя Мерва Гриффина было присвоено ему только в 1965 году. Среди гостей передачи были Бертран Рассел, Пабло Казалс, лауреаты Пулитцеровской премии супруги Дюрант, Махариши Махеш Йоги и другие знаменитости. После выхода в эфир программы с Расселом, критиковавшим Вьетнамскую войну, Гриффина в ряде СМИ называли изменником, но на рейтинг передачи это не повлияло. В конце 60-х годов шоу Гриффина на канале CBS было перенесено на самые популярные вечерние часы, но из-за расхождений во взглядах с руководством канала (шоу приобрело отчётливо выраженную антивоенную направленность) передача была закрыта. Вскоре после этого Гриффин начал вести шоу под тем же названием на каналах конкурирующего синдиката «Метромедия», с которым продолжал сотрудничать до 1986 года, когда он объявил о своём уходе с телеэкрана.
В общей сложности «Шоу Мерва Гриффина» выходило в эфир 21 год (с 20 сентября 1965 года по 5 сентября 1986 года). 16 лет из этого времени шоу шло одновременно на нескольких каналах. За время своего существования программа завоевала 12 наград «Эмми» (первая — в 1974 году); Гриффин был удостоен этой премии дважды, в 1982 и 1984 году, в категории «Лучший ведущий варьете-шоу».

## Автор телевизионных игровых программ
Мерв Гриффин говорил, что «помешан на игре слов и головоломках» (англ. word and puzzle freak), и значительная часть его жизни была связана с этим увлечением, которое в конечном итоге стало для него важным источником дохода и известности.
В 1963 году Гриффин придумывает новое игровое шоу «Слово за слово» (Word for Word), а год спустя на канале NBC реализует давно разрабатывавшийся проект «Риск!» (Jeopardy!), принесший ему уже всемирную славу. Он сам сочиняет музыку для этой программы. За время существования программы на американском телевидении она завоевала уже 28 премий «Эмми». Лицензионные версии программы идут по всему миру, в том числе и в России, где она идёт под названием «Своя игра».
В 1975 году на экраны выходит новое игровое шоу Гриффина «Колесо Фортуны» (Wheel of Fortune), музыкальную тему для которого он также написал сам. Начиная с 1983 года эта передача выходит в эфир еженедельно на нескольких каналах в США, много лет занимая первую строчку в списке самых популярных игровых телепередач. «Колесо Фортуны» было удостоено пяти наград «Эмми». Лицензионные версии программы идут во всём мире, в том числе с 1990 года в России, где она выходит в эфир под названием «Поле чудес».
В самом конце жизни Гриффин взялся за новый телевизионный игровой проект «Кроссворды от Мерва Гриффина» (англ. Merv Griffin's Crosswords).
Среди игровых проектов Гриффина также «Один на миллион» (One in a Million), «Сыграем в почту» (Let's Play Post Office), «Дотянись до звёзд» (Reach for the Stars) и «Игра с памятью» (Memory Game, 1972).

## Последние годы жизни
В середине 70-х годов Мерв Гриффин развёлся со своей женой Джуланн Райт, с которой прожил больше 15 лет, из-за «неразрешимых противоречий».
В 1986 году Гриффин продал свою компанию «Merv Griffin Enterprises» за 250 миллионов долларов, сохранив авторские права на ряд элементов своих популярных игровых шоу, для которых продолжал писать вопросы ещё много лет (только за счёт авторских отчислений за главную тему передачи «Jeopardy!» он получил более 70 миллионов долларов). После этого он занялся торговлей недвижимостью. К концу жизни его капитал заметно превышал миллиард долларов. Он также обзавёлся своей конюшней и неоднократно выставлял своих лошадей на крупных соревнованиях.
В 2005 году Гриффин был удостоен премии «Эмми» за достижения на протяжении карьеры.
18 июля 2007 года Гриффин был госпитализирован с рецидивом рака простаты, 12 августа того же года он скончался. Первый выпуск «Кроссвордов от Мерва Гриффина» вышел в эфир через несколько месяцев после его смерти.